# Старый Су-Ат
Старый Су-Ат (также Суат, Суат 1; укр. Старий Су-Ат, крымскотат. Эски Суват, Eski Suvat) — источник в Крыму, на Главной гряде Крымских гор, исток реки Коса. Находится на западном склоне Чатыр-Дага, на высоте 869 м над уровнем моря.
С крымскотатарского Су-Ат дословно значит вода (су) для лошадей (ат) и в общем случае трактуется, как «водопой».
Впервые, как Суат, отмечен на верстовой карте 1890 года и описан в отчёте гидрогеолога Таврической губернии Н. А. Головкинского «Источники Чатырдага и Бабугана» 1893 года родник Суат 1, выходящий из известнякового щебня, с суточным дебетом 16 492 ведра и температурой воды 7,0 °C. В отчете П. М. Васильевского, П. И. Желтова «Гидрогеологические исследования горы Чатырдаг в 1927 г.» описан, как Суат 1, вытекающий из известняковых наносов на границе с мергелистой основой несколькими выходами с показателями на октябрь 1927 года: температура — 7,2 °C, дебит — 3,5 л/с, жёсткость воды 0,4 ммоль/л. Николай Васильевич Рухлов в своём капитальном труде «Обзор речных долин горной части Крыма» 1915 года родник не упоминает, но при этом в работе Васильевского и Желтова приводятся данные по дебету именно за 1915 год.
Современными измерениями высота источника определена в 889 м, температура в 10,5°C, также отмечается исключительная прозрачность и чистота воды. Ранее у источника стояла цистерна, которую по мере заполнения водой трактором отвозили на пастбище нижнего плато Чатыр-Дага.